# Deer Park (Illinois)
Deer Park es una villa ubicada en el condado de Lake en el estado estadounidense de Illinois. En el Censo de 2010 tenía una población de 3200 habitantes y una densidad poblacional de 322,68 personas por km².

## Geografía
Deer Park se encuentra ubicada en las coordenadas 42°9′59″N 88°5′10″O / 42.16639, -88.08611. Según la Oficina del Censo de los Estados Unidos, Deer Park tiene una superficie total de 9.92 km², de la cual 9.62 km² corresponden a tierra firme y (3%) 0.3 km² es agua.

## Demografía
Según el censo de 2010, había 3200 personas residiendo en Deer Park. La densidad de población era de 322,68 hab./km². De los 3200 habitantes, Deer Park estaba compuesto por el 92.91% blancos, el 0.88% eran afroamericanos, el 0% eran amerindios, el 4.28% eran asiáticos, el 0.03% eran isleños del Pacífico, el 0.66% eran de otras razas y el 1.25% pertenecían a dos o más razas. Del total de la población el 3.44% eran hispanos o latinos de cualquier raza.